# Mühlingen
Mühlingen es un municipio alemán en el distrito de Constanza, Baden-Wurtemberg. Barrios son Gallmannsweil, Mainwangen, Schwackenreute und Zoznegg.

## Geografía
Está ubicado en el noreste de la Hegovia.

## Historia
Probablemente fue fundada durante la época merovingia, pero fue mencionado por vez primera en un documento escrito del año 1275 como Mulingen.